# Redlanka
Redlanka – wieś w Polsce położona w województwie mazowieckim, w powiecie grodziskim, w gminie Żabia Wola.
Wieś Redlanka wchodzi w skład sołectwa Petrykozy.
W latach 1975–1998 miejscowość administracyjnie należała do województwa skierniewickiego.